# Roland, Ritter Ungestüm
Roland, Ritter Ungestüm ist ein von François Craenhals im realistischen Stil gezeichneter frankobelgischer Comic.

## Handlung
Die Serie erzählt die Abenteuer des jungen Roland, der sich in der Welt der Ritter behaupten muss. Seine aufbrausende Art bringt ihn jeweils in arge Schwierigkeiten. Ein durchgehendes Thema ist seine Liebe zur Königstochter Gwendoline.

## Hintergrund
Der abtretende Chefredakteur Marcel Dehaye hatte bei François Craenhals noch eine Ritterserie bestellt, als Greg den Chefposten bei Tintin übernahm. Trotz anfänglicher Vorbehalte wurde die Serie ein unerwarteter Erfolg. Als Vorbild galt Prinz Eisenherz von Hal Foster. Statt fortlaufend wurde L’ogre de Worm in nur vier Kapitel in Tintin veröffentlicht. Die Idee zu La fiancée du roi Arthus stammte von Gérard Dewamme. Ein weiteres Album war in Planung, konnte jedoch von François Craenhals nicht mehr begonnen werden.
Die Serie erschien zwischen 1966 und 1980 in der belgischen und von 1966 bis 1986 in der französischen Ausgabe von Tintin und wurde später in Albenform von Casterman herausgebracht. Mehrere Kurzgeschichten wurden in Tintin und in Super Tintin Spécial abgedruckt. Die Kurzgeschichten in Tintin Pocket Sélection hatten Taschenbuchformat. Erstmals auf Deutsch erschien die Reihe 1973 in der Zack Parade und 1974 in Zack. Zwischen 1975 und 1982 veröffentlichte der Carlsen Verlag zehn Alben. Weitere vier Alben entstanden in den Jahren 1988 und 1989 beim Reiner Feest Verlag. Cross Cult begann 2010 mit der Gesamtausgabe der Serie.

## Albenlange Geschichten
| Nr. | Titel                                |
| --- | ------------------------------------ |
| 1   | Der schwarze Prinz (1966)            |
| 2   | Die Wölfe von Rotteck (1966/67)      |
| 3   | Das Gesetz der Steppe (1967)         |
| 4   | Das Nebelhorn (1968)                 |
| 5   | Die heilige Harfe (1969)             |
| 6   | Das Geheimnis des König Artus (1970) |
| 7   | Der Schatz der Weisen (1971)         |
| 8   | Der Zauber der Wüste (1972)          |
| 9   | Der Hüne von Worms (1972/73)         |
| 10  | Die gefangene Prinzessin (1974)      |
| 11  | Der Aufstand des Vasallen (1975)     |
| 12  | Die Reiter der Apokalypse (1977/78)  |
| 13  | Der Geheimgang (1980)                |
| 14  | Der Günstling des Königs (1982/83)   |
| 15  | Die Falle (1984)                     |
| 16  | Der Bogen des Saka (1986)            |
| 17  | Yama, Prinzessin von Alampur (1989)  |
| 18  | Die Rückkehr nach Rotteck (1991)     |
| 19  | Die Verlobte des König Artus (1995)  |
| 20  | Blutende Mauern (2001)               |